# Jesus Moure
Pour les articles homonymes, voir Moure.
Jesus Santiago Moure, né le 12 novembre 1912 à Ribeirão Preto et mort le 10 juillet 2010 à São Paulo, est un prêtre et entomologiste brésilien.

## Biographie
À partir de 1925, pendant ses séminaires des Fils du Cœur Immaculé de Marie, il étudie la zoologie et réunit ses premiers insectes. Il devient prêtre en 1937 et fait connaissance avec les entomologistes du Museu Paulista de São Paulo. Il fondera cette même année la société brésilienne d'entomologie. Ses cours de langues anciennes lui ouvrant les portes des ouvrages du XIXe siècle, il commence dès lors à les traduire, en compagnie de Frederico Lane du musée Paulista, et publie ses premiers articles sur le thème des coléoptères ; lançant sa passion pour la taxinomie. Il devient ensuite professeur de l'université fédérale du Paraná en 1938, et directeur de la section zoologie du Museu Paranaense (duquel il deviendra directeur entre 1952 et 1954). Ses échanges avec Lane l'aidant à appréhender la richesse de la collection d'hyménoptères du musée Paulista, il décide d'étudier ces derniers et publie en 1940 son premier article sur les halictidae. Au début des années 1950, Charles Michener se prépare à étudier les abeilles du Panama et fait appel à Moure déjà connu pour sa grande science de la systématique locale. En 1956, Michener a enfin terminé ses travaux et rentre à l'Université du Kansas, et Moure décide de le suivre. Il y rencontre notamment Robert Sokal avec qui il travaillera sur la taxinomie numérique. En 1961, il intègre l'Academia Brasileira de Ciências, qui lui décerne le prix Costa Lima en 1970. Il devient ensuite Commandeur de l'ordre brésilien du Mérite scientifique en 1995, puis Grand-croix en 1998. Le CNPq (Conselho Nacional de Desenvolvimento Científico e Tecnológico) le nomme chercheur émérite en avril 2006.

## Publications
Très prolifique, Moure a publié plus de 150 ouvrages et articles. Son œuvre fondamentale est sûrement son Catalogue of Bees (Hymenoptera, Apoidea) in the Neotropical Region écrit avec Danúncia Urban et supervisé par Gabriel Augusto Rodrigues de Melo. Constamment mis à jour, il est consultable en ligne sur son site Catalogue d'abeilles de Moure.